# معركة أقليش
معركة أقليش وتسمى أيضًا في المصادر الغربية معركة الكونتات السبعة (بالإسبانية:  Batalla de Uclés)‏، هي معركة وقعت في الجمعة 16 شوال 501 هـ/29 مايو 1108م بين جيش المرابطين وقوات مملكة قشتالة بقيادة القائد القشتالي ألبار هانس يصاحبه ولي العهد الأمير سانشو ابن ألفونسو السادس ملك قشتالة، وعدد من الكونتات أبرزهم غارسيا أردونيث كونت قبرة ومُربّي ولي العهد، وانتهت بانتصار ساحق لجيش المرابطين.

## خلفية
في سنة 498 هـ، أغارت قوات ألفونسو السادس ملك قشتالة سنة 498 هـ في 3,500 مقاتل على أحواز إشبيلية، وعاثت فيها واستولت على الكثير من الغنائم والسبي، فخرج لهم سير بن أبي بكر والي إشبيلية ومعه قوات محمد بن الحاج والي غرناطة حينئذ، وردّوهم على أعقابهم، وقتلوا منهم نحو 1,500 مقاتل. انشغل المرابطون بعد ذلك حيث مرض قائدهم يوسف بن تاشفين مرض موته، حتى وافاه أجله في الأول من المحرم سنة 500 هـ، وخلفه ولده علي بن يوسف. وبعد أن رتّب علي دولته، أمر أخاه تميم بن يوسف يأمره باستئناف الجهاد.
خرج تميم من غرناطة في آخر رمضان 501 هـ/مايو 1108 م نحو جيّان حتى وافته قوات قرطبة بقيادة محمد بن أبى رنق، ثم سار إلى بيّاسة ومنها إلى أراضي قشتالة، وفي الطريق لحقته قوات مرسية بقيادة محمد بن عائشة، وقوات بلنسية بقيادة محمد بن فاطمة، ثم اتجهوا صوب بلدة أقليش الحصينة، فوصلوها في 14 شوال 501 هـ/27 مايو 1108م، وحاصروها بقوة، فسقطت في أيديهم في اليوم التالي. بعد أن دخل المرابطون المدينة، فر المقاتلة إلى حصن أقليش، وامتنعوا به، واستنجدوا بألفونسو السادس الذي لبى ندائهم بأن أرسل قوات يقودها قائده ألبار هانس، ومعه ولي العهد سانشو الفتى الصغير ذي الأحد عشر عامًا ومُؤدّبه غارسيا أردونيث كونت قبرة وعدد من كونتات قشتالة.

## المعركة
حين بلغ تميم خبر خروج جيش قشتالة لنجدة أقليش، همّ العودة الانسحاب، لولا أن ثبّته محمد بن عائشة ومحمد بن فاطمة وشجّعوه على القتال مهونين عليه أمر جيش قشتالة بأنه جيش صغير لا يزيد عددهم عن ثلاثة آلاف فارس، فثبُت تميم. إلا أنه بعد قدوم الجيش القشتالي، فوجئوا بخطأ التقديرات، ووجدوا أعداد القشتاليين تزيد عن ذلك بكثير، فلم يجد تميم بُدًّا من القتال. اختلفت الروايات الإسلامية في تقدير أعداد الجيش القشتالي، فذهب ابن القطان في كتابه «نظم الجُمان لترتيب ما سلف من أخبار الزمان» إلى أن قوام الجيش القشتالي كان 10,000 فارس، فيما قدّره ابن عذاري 7,000 فارس، بينما قدّر المؤرخ الإسباني المعاصر فرانشيسكو غارسيا فيتث الجيش القشتالي بأكثر من 3,000 مقاتل، والمرابطون نحو 2,300 مقاتل.
بدأت المعركة في 16 شوال 501 هـ/29 مايو سنة 1108 م بهجوم من المرابطين بقيادة ابن أبى رنق، وتبعته قوات مرسية وبلنسية، ثم قوات تميم، ودار قتال عنيف، سرعان ما دارت فيه الدائرة على الجيش القشتالي، وقتل ولي العهد الصبي ومربيه في المعركة، وفر ألبار هانس إلى طليطلة، بينما حاول الكونتات السبعة الذين صاحبوا الحملة الفرار إلى حصن بلنشون القريب، فلحقت بهم جماعة من المسلمين قتلتهم عن آخرهم. قدرّ ابن أبي زرع الفاسي في كتابه «الأنيس المطرب بروض القرطاس في أخبار ملوك المغرب وتاريخ مدينة فاس» عدد القتلى من القشتاليين في تلك الوقعة بأكثر من 23 ألف قتيل، أما المؤرخ المعاصر محمد عبد الله عنان، فقد نقل عن مخطوطة محفوظة في مكتبة الاسكوريال كتبها الوزير ابن شرف بأمر تميم بن يوسف إلى أخيه أمير المؤمنين علي بن يوسف يبشّره بالفتح، ويُعلمه بأنه أمر بجمع رؤوس القتلى فبلغت الدانية منها أكثر من ثلاثة آلاف قتيل، غير الغنائم والأسلاب الكثيرة. وقد خسر المسلمون عددًا من القتلى أبرزهم أحد الأئمة يدعى بالإمام الجزولي.
عاد تميم في قواته إلى غرناطة، وترك قوات مرسية وبلنسية تحت إمرة قائديها لحصار قلعة أقليش، فحاصراها لفترة، ثم تظاهرا بالانسحاب، وارتدا بقواتهما ونصبا الكمائن، فخرج المدافعون عن الحصن، فهاجمهم المسلمون، وأمعنوا فيهم القتل والأسر، واحتلوا الحصن. ثم فتحوا بعض المناطق المجاورة وبذة وقونكة وأقونية وكونسويجرا، وغيرها.